# Bart Wuyts
Bart Wuyts (Leuven, 15 september 1969) is een Belgisch ex-tennisser. Zijn hoogst behaalde plaats op de ATP-ranking was de 69e plaats (op 28 september 1992).

## Carrière
Wuyts maakte van 1988 tot 1994 uit van het Belgische Daviscupteam. Van de 21 enkelwedstrijden die hij er voor België speelde, won hij er 15.
Wuyts won nooit een ATP-toernooi, al was hij er in 1992 wel dicht bij door de halve finale te halen op de Grand Prix Hassan II en het ATP-toernooi van Bologna. Hij won echter wel drie Challenger-toernooien: Odrimont (1989), Lissabon en Porto (1991).
Wuyts won vijf wedstrijden op een grandslamtoernooi. Zijn beste prestatie op een grandslamtoernooi was op Roland Garros 1992, waar hij na overwinningen tegen de Zweed Anders Järryd en de Fransman Guy Forget de derde ronde haalde. Daarin sneuvelde hij tegen de Spanjaard Emilio Sánchez.

## Prestatietabel
| Legenda | Legenda                          |
| ------- | -------------------------------- |
| g.t.    | geen toernooi gehouden           |
| l.c.    | lagere categorie                 |
| –       | niet deelgenomen                 |
| G       | uitgeschakeld in de groepsfase   |
| 1R      | uitgeschakeld in de eerste ronde |
| 2R      | uitgeschakeld in de tweede ronde |
| 3R      | uitgeschakeld in de derde ronde  |
| 4R      | uitgeschakeld in de vierde ronde |
| KF      | uitgeschakeld in de kwartfinale  |
| HF      | uitgeschakeld in de halve finale |
| F       | de finale verloren               |
| W       | het toernooi gewonnen            |
| w-v     | winst/verlies-balans             |

### Prestatietabel grand slam, enkelspel
| Toernooi        | 1988 | 1989 | 1990 | 1991 | 1992 | 1993 | 1994 | 1995 | 1996 |
| --------------- | ---- | ---- | ---- | ---- | ---- | ---- | ---- | ---- | ---- |
| Australian Open | –    | –    | –    | 2R   | 1R   | 1R   | –    | –    | –    |
| Roland Garros   | –    | –    | –    | 1R   | 3R   | 2R   | –    | –    | –    |
| Wimbledon       | –    | –    | –    | 1R   | –    | 1R   | –    | –    | –    |
| US Open         | –    | –    | –    | 1R   | 2R   | –    | –    | –    | –    |